# Crataegus munda
Crataegus munda — вид квіткових рослин із родини трояндових (Rosaceae).

## Біоморфологічна характеристика
Це жорсткий, компактний кущ 5–20 дм заввишки, гілки не плакучі, за винятком більших екземплярів. Нові гілочки зелені, густо притиснуто-запушені, 1-річні пурпурно-коричнево-сірі, стрункі; колючки на гілочках численні, ± прямі, 2-річні пурпурно-коричневі, тонкі, 1–3 см. Листки: ніжки листків 0–28% від довжини пластини, тільки молоді запушені, залозисті; листові пластини темно-зелені молодими, від вузько-зворотно-яйцюватих до клиноподібних чи зворотно-ланцетних, 0.8–1.8 см, основа вузько-клиноподібна, часточок 0 або 3 на кожному боці, нечіткі, верхівка зазвичай тупа, рідко гостра, поверхні рідко запушені, нижня поверхня густо запушена біля пазух жилок. Суцвіття 1- або 2(або 3)-квіткові. Квітки 12–15 мм у діаметрі; гіпантій запушений; чашолистки трикутні; пиляки кольору слонової кістки, рідше світло-пурпурні. Яблука червоні, майже кулясті, 7–8 мм у діаметрі, майже голі. 2n = 68. Період цвітіння: березень і квітень; період плодоношення: липень і серпень.

## Ареал
Зростає у східній і центральній частинах США (Алабама, Флорида, Джорджія, Міссісіпі, Північна Кароліна, Південна Кароліна, Вірджинія).
Населяє піщаний ґрунт, відкритий чагарник або росте серед сосен; 0–200 метрів.